# Onosma anisocalyx
Onosma anisocalyx är en strävbladig växtart som beskrevs av Jiří Ponert. Onosma anisocalyx ingår i släktet Onosma och familjen strävbladiga växter. Inga underarter finns listade i Catalogue of Life.